# 528 Rezia
Rezia è un asteroide della fascia principale del diametro medio di circa 83,42 km. Scoperto nel 1904, presenta un'orbita caratterizzata da un semiasse maggiore pari a 3,3961316 UA e da un'eccentricità di 0,0181583, inclinata di 12,67902° rispetto all'eclittica.
Stanti i suoi parametri orbitali, è considerato un membro della famiglia Cibele di asteroidi.
Il suo nome è preso da uno dei personaggi di Oberon, un'opera lirica di Carl Maria von Weber.